# Canta Zitarrosa
Canta Zitarrosa es el primer disco LP del cantautor uruguayo Alfredo Zitarrosa. Fue publicado por el sello Tonal en 1966. La grabación se realizó en los estudios de la radio Ariel. Para la grabación, Zitarrosa fue acompañado por las guitarras de Hilario Pérez, Ciro Pérez y Yamandú Palacios.

## Significación y trascendencia
Canta Zitarrosa fue un disco clave en la carrera artística de Zitarrosa. En él se encuentran algunas de sus más conocidas canciones de «desamor»: «Milonga para una niña» (grabada anteriormente en el EP El canto de Zitarrosa), «De no olvidar» y «Milonga de ojos dorados». Además, fueron grabadas cuatro de las zambas más conocidas del autor: «Si te vas», «No me esperes», «Recordándote» (que también había sido grabada en El canto de Zitarrosa) y «Zamba por vos».
El disco impulsó la nueva generación de música popular y fue un fenómeno en ventas, compitiendo con The Beatles, que era un fenómeno popular en la época.

## Reediciones
- Fue reeditado en CD por EMI-Orfeo en 1988.
- Fue reeditado en CD por Bizarro Records en 2008.

## Lista de canciones
| Lado A |                                  |                                  |          |  |
| N.º    | Título                           | Escritor(es)                     | Duración |  |
| 1.     | «Milonga de ojos dorados»        | Alfredo Zitarrosa                | 2:27     |  |
| 2.     | «La coyunda»                     | Alfredo Zitarrosa                | 2:00     |  |
| 3.     | «Coplas al compadre Juan Miguel» | Yamandú Palacios-Óscar del Monte | 3:19     |  |
| 4.     | «De no olvidar»                  | Lucio Muniz-Alfredo Zitarrosa    | 2:26     |  |
| 5.     | «Milonga para una niña»          | Alfredo Zitarrosa                | 2:38     |  |
| 6.     | «Por Prudencio Correa»           | Rubén Lena                       | 1:50     |  |
| 7.     | «Del que se ausenta»             | Sergio Villar                    | 2:49     |  |
| 8.     | «La vuelta de Obligado»          | Miguel Brascó-Alberto Merlo      | 3:10     |  |

| Lado B |                         |                   |          |  |
| N.º    | Título                  | Escritor(es)      | Duración |  |
| 1.     | «Recordándote»          | Alfredo Zitarrosa | 3:27     |  |
| 2.     | «Si te vas»             | Alfredo Zitarrosa | 3:19     |  |
| 3.     | «No me esperes»         | Alfredo Zitarrosa | 3:16     |  |
| 4.     | «Zamba por vos»         | Alfredo Zitarrosa | 3:25     |  |
| 5.     | «Cueca del regreso»     | Alfredo Zitarrosa | 2:30     |  |
| 6.     | «Gato de las cuchillas» | Alfredo Zitarrosa | 1:46     |  |